# Нейропиль
Нейропиль — скопление отростков нервных клеток. Нейропиль может быть выражен в разной степени. Так у некоторых ракообразных в его состав могут входить тела нейронов, и тогда границы нейропиля размыты, что считается весьма примитивным признаком в эволюционном плане. У большинства организмов (насекомых, хелицеровых, моллюсков) нейропиль хорошо очерчен, практически не содержит тел нервных клеток. Характерной чертой нейропиля считается наличие большого количества синаптических связей.

## Методики исследования
Изучать отдельные нервные пути, связывающие нервные центры беспозвоночных организмов, затруднительно. Это связано с тем, что в большинстве случаев отсутствует миелиновая оболочка, по которой удается проследить отростки нервных клеток на всем их протяжении. Некоторые исследователи, такие как А. А. Заварзин и его ученица В. А. Цвиленева, использовали для исследования нервной системы членистоногих окраску метиленовым синим, однако сейчас этот метод непопулярен, в связи со сложностью его применения. В настоящее время все более популярны методы иммуноцитохимии с использованием специфических антител.